# Strateško bombardiranje
Strateško bombardiranje je vojaška strategija, ki se uporablja z namenom uničevanja nasprotnikove ekonomske ali moralne sposobnosti za nadaljevanje vojne. Pri strateškem bombardiranju gre za načrtno in sistematično bombardiranje ključnih ciljev, kot so industrijska središča,  prometna infrastruktura, pomembnejša skladišča, energetski viri, itd.
Doktrina strateškega bombardiranja deluje, če je možno definirati ključne cilje in objekte, katerih uničenje bi nasprotnika prisililo v končanje vojne. Seveda to ni vedno enostavna naloga, teorija pa odpove tudi v sodobnem vojskovanju, ki ima večkrat značilnosti nesimetričnega gverilskega bojevanja in nima ključnih ciljev in infrastrukture, ki bi bila cilj strateškega bombardiranja.

## Zgodovina

### Prva svetovna vojna
Ideja strateškega bombardiranja se je pojavila med in na koncu 1. svetovne vojne. Med 1. svetovno vojno so se sicer že pojavila namenska letala za bombardiranje, vendar niso bila množično uporabljena. Zagovorniki strateškega bombardiranja so trdili, da bi z napadom na ključno infrastrukturo nasprotne države lahko dosegli zmago v krajšem času, z manjšimi stroški ter z malo človeškimi žrtvami na obeh straneh, pri čemer bi bila vloga ostalih rodov vojske (kopenske sile, mornarica) drugotnega pomena ali pa bi bila njihova uporaba nepotrebna. K temu je pripomoglo tudi takratno mišljenje, da so bombniki praktično neranljivi, saj so enomotorna vojaška letala v obdobju takoj po koncu 1. svetovne vojne težko konkurirala večmotornim bombnikom; k idejam o strateškem bombardiranju pa je prispevala tudi takrat skoraj neobstoječa protizračna obramba.

### Druga svetovna vojna
Strateško bombardiranje je svoj razmah doživelo med 2. svetovno vojno. S pomočjo strateškega bombardiranja so Nemci želeli oslabiti vojaško moč Združenega kraljestva pred načrtovano kopensko invazijo,  vendar so bili rezultati tega bombardiranja kljub visoki škodi na britanski strani precej slabi. Moč britanskega letalstva je kljub nemškim pričakovanjem ostala nezmanjšana, ravno tako morala Britancev ni padla. Nezadosten uspeh in velike izgube so Nemce prisilile v končanje bombardiranja Britanije.
Od leta 1943 dalje so tudi zavezniki začeli s sistematičnim bombardiranjem nemških ciljev, predvsem industrije. Kasneje so nekateri poveljniki predlagali in začeli izvajati tudi bombardiranja predvsem civilnih ciljev z namenom zloma morale Nemcev. Kljub rednemu bombardiranju se Nemčija ni popolnoma zlomila do padca Berlina leta 1945, čeprav so načrtovalci zavezniškega bombardiranja pričakovali hitrejšo kapitulacijo.
Strateško bombardiranje je dobilo novo podobo z jedrskim napadom na Japonsko, ki je po mnenju zgodovinarjev Japonsko prisililo v kapitulacijo brez kopenske invazije Američanov.
Izkušnje iz 2. svetovne vojne so pokazale, da predvojne teorije o strateškem bombardiranju ne držijo popolnoma, saj je bila kampanja strateškega bombardiranja vedno dolgotrajna in zato draga, učinkovitost pa v večini primerov ni bila zadostna.

### Hladna vojna
Z razvojem jedrskega orožja sta obe takratni velesili, ZDA in Sovjetska zveza začeli krepiti sile za strateško jedrsko bombardiranje za primer totalne vojne. V obdobju hladne vojne so vojne dobile značaj lokalnih vojn, kjer so vpletene strani po navadi imele podporo katere od velesil (ZDA ali SZ). Strateško bombardiranje so Američani v takratnih vojnah (korejska vojna in vietnamska vojna) uporabljali skrajno previdno, ker so se bali možnosti neposrednega spopada s Sovjetsko zvezo ali Kitajsko, ki sta podpirali nasprotno stran. Ravno bojazen pred eskalacijo konflikta je Američanom preprečila obsežnejše strateško bombardiranje. Predvsem v času vietnamske vojne so se severnovietnamske sile na strateško bombardiranje odzvale z razpršitvijo svojih ključnih zalog vzdolž Ho Ši Minhove poti in gverilskim vojskovanjem, ki ni vezano na obstoj ključnih objektov.  Svoje je naredil tudi razvoj medijev (predvsem televizije), kar je prineslo nasprotovanje javnosti takšnim operacijam.
V času hladne vojne so se pojavila tudi prva precizno vodena orožja, s katerimi je bilo možno uničiti cilje brez uporabe množičnega bombardiranja. Danes so zaradi pojava teh orožij naloge bombardiranja strateških ciljev pogosto dodeljene manjšim in hitrejšim letalom, ko so npr. lovski bombniki.